# Be Your Age
Pour plus de détails, voir Fiche technique et Distribution.
Be Your Age est un court-métrage américain de Leo McCarey sorti en 1926.

## Synopsis
Charley a besoin de 10 000 $. Mme Schwartzkopple a hérité de 2 millions de dollars de son défunt mari et souhaite épouser un homme plus jeune. M. Blaylock, avocat, voit un moyen de résoudre leurs deux problèmes et de garder le contrôle des 2 millions de dollars.

## Fiche technique
- Titre : Be Your Age
- Réalisation : Leo McCarey assisté de H. W. Scott
- Scénario : H. M. Walker
- Photographie : Len Powers
- Costumes : William Lambert
- Montage : Richard C. Currier
- Producteur : Hal Roach
- Société de production : Hal Roach Studios
- Société de distribution : Pathé Exchange
- Pays de production :  États-Unis
- Langue : Anglais
- Format : Noir et blanc - 1,33:1 - 35 mm - Son : Muet
- Genre : Comédie
- Durée : 22 minutes
- Date de sortie : 14 novembre 1926

## Distribution
- Charley Chase : Charley
- Gladys Hulette : La secrétaire de la veuve
- Lillian Leighton : Mme Schwartzkopple
- Frank Brownlee : M. Blaylock
- Oliver Hardy : Oswald Schwartzkopple

- Wilson Benge : Majordome (non-crédité)
- Harry Bowen (en) : Facteur (non-crédité)
- William Courtright : Ministre (non-crédité)